# سفارة دولة فلسطين لدى الكويت
سفارة دولة فلسطين لدى الكويت (بالإنجليزية: Embassy of the State of Palestine in Kuwait)‏ هي الممثلية الدبلوماسية العُليا لدولة فلسطين لدى الكويت. تقع السفارة في منطقة بيان في محافظة حولي.
تم إعادة افتتاح السفارة الفلسطينية في الكويت عام 2013، بعد إغلاق استمر حوالي 22 سنة منذُ 1990 نتيجة اعتبار منظمة التحرير الفلسطينية حليفة لصدام حسين أثناء الغزو العراقي للكويت.

## قائمة السفراء
- خيري الدين صالح أبو الجبين
- علي ناصر محمد ياسين
- عوني محمد حامد بطاش
- محمد العبد محمد الجابر
- رامي إحسان عارف طهبوب، يُعد أول سفير فلسطيني لدى الكويت بعد إعادة افتتاح السفارة عام 2013.[2]